# Stef Bos
Steven Bos, dit Stef Bos, est un chanteur néerlandais né le 12 juillet 1961 à Veenendaal. Il est célèbre pour le titre Papa de 1991.  

## Biographie
Stef est né le 12 juillet 1961 à Veenendaal, deuxième d'une famille de trois enfants. Son père est joailler. À l'âge de seize ans, Stef souhaite faire des études d'orfèvre dans une école professionnelle dans l'optique de reprendre l'entreprise familiale, mais une affaire de drogue dans l'école l'en dissuade. Il étudie alors dans un Hoger algemeen voortgezet onderwijs (nl) chrétien à Ede, où il ne se retrouve pas dans la discipline stricte. Il s'isole, lit, écrit et écoute de la musique. Il découvre notamment Erich Kästner, Kurt Tucholsky et Erich Mühsam.
En 1979, il a alors dix-huit ans, il se rend à Utrecht où il étudie pour devenir professeur. Il écrit des poésies, qu'il tente de faire publier, sans succès. Il découvre les cabarets, commence à chanter et remporte certains prix. En 1984, il a fini ses études de professeur et se rend au Studio Herman Teirlinck d'Anvers. Il reçoit notamment des leçons de Jean Blaute, Denise De Weerdt, Raymond van het Groenewoud et Johan Verminnen.
De 1988 à 1989, il fait partie d'une troupe de théâtre à Gand. En 1989 il anime un programme satirique sur Radio 2. Il est ensuite recruté par Gert Verhulst et Hans Bourlon (nl) du Studio 100 pour incarner le personnage de Joop Mengelmoes dans la série Samson et Gert. Il y travaille jusqu'en 1992, et écrit un certain nombre de chansons de la série.
Stef Bos écrit des chansons pour d'autres, notamment Door de wind, chanté par Ingeborg, qui représente la Belgique au Concours Eurovision de la chanson 1989, ou Anne, pour Clouseau, qui remporte un grand succès en 1989.
Grâce à sa collaboration avec Ingeborg, Stef Bos se rapproche de Hans Kusters, propriétaire du label HKM. Il enregistre avec lui son premier album, Is dit nu later, produit par Roland Verlooven, avec Marc Bonne, Yannick Fonderie, Eric Melaerts et Patrick Mortier aux instruments. Le single Papa de l'album atteint le top 10 en avril 1991, et s'impose par la suite comme un classique de la musique. L'album Is dit nu later reçoit en mai 1991 un prix Edison (nl), et est certifié double platine. Stef Bos reçoit en février de la même année une harpe d'argent (nl).
Devant un tel succès, Stef Bos enregistre un deuxième album Tussen de liefde en de leegte, en juillet 1992, produit par Boudewijn de Groot et mis en musique par Hans Hollestelle. Deux pistes de l'album, Jij bent voor mij et De radio deviennent également des hits, et en 1993 l'album reçoit le Pall Mall Export Prize.
En mai 1991, il enregistre avec Bob Stavenberg du groupe Clouseau la chanson caritative Breek de stilte, pour aider les enfants atteints d'autisme. Elle est considérée comme le « tube de l'été » 1991 par Radio 2.
Il traduit la comédie musicale L'Homme de la Mancha pour le Ballet royal de Flandre, dans lequel joue son idole, Ramses Shaffy. La comédie musicale est créée le 11 octobre 1993.
En 1994, il sort son troisième album, Vuur, inspiré par la musique traditionnelle d'Afrique du Sud, et des éléments religieux, à la suite d'une rencontre avec le chanteur Johannes Kerkorrel. Stef Bos gère lui-même la production de l'album, avec Evert Verhees et Flor Van Leugenhaegheà la basse, Marc De Boeck au clavier, Francis Wildemeersch à la guitare, et Walter Metz et Eric Rits aux percussions. Trois singles sont issus de l'album : Hilton Barcelona, Pepermunt et Awuwa (appelé aussi Zij wil dansen). Ce dernier titre réunit le néerlandais et l'afrikaans, et est chanté avec Johannes Kerkorrel et Didi Kriel, lors d'un séjour à Johannesbourg. Awuwa se classe neuvième du Top 10 flamand en juillet 1993.
Stef Bos découvre et visite ensuite l'Afrique du Sud que Kerkorrel lui a fait découvrir. Il rencontre notamment le chanteur Thandi Klaasen. En 1996 sort l'album Together as one, dans lequel Klaasen apparaît.

## Discographie

### Albums
- 1990 - Is dit nu later
- 1992 - Tussen de liefde en de leegte
- 1994 - Vuur
- 1995 - Schaduw in de nacht
- 1997 - De onderstroom
- 1998 - Stad en land - Live 92/98
- 1999 - Zien
- 2000 - Beste van Bos (Afrique du Sud)
- 2000 - Noord & Zuid (Het beste van Stef Bos)
- 2001 - Van Mpumalanga tot die Kaap
- 2003 - Donker en licht
- 2003 - Donker en licht (édition limitée, Afrique du Sud, 5 000copies)
- 2003 - Jy vir my
- 2003 - Donker en licht (édition limitée, 3 000 copies)
- 2005 - Ruimtevaarder (Afrique du Sud)
- 2005 - Ruimtevaarder
- 2007 - Storm
- 2009 - In een ander licht
- 2010 - Kloofstraat
- 2011 - Minder Meer

### Singles
- 1990 - Is dit nu later
- 1990 - Gek Zijn Is Gezond
- 1991 - Laat Vandaag Een Dag Zijn
- 1991 - Breek De Stilte
- 1991 - Wat een wonder
- 1992 - Jij Bent Voor Mij
- 1993 - De Radio
- 1993 - Awuwa (Zij Wil Dansen)
- 1994 - Vuur/Pepermunt
- 1994 - Pepermunt/Vuur
- 1994 - Hilton Barcelona
- 1995 - Twee Mannen Zo Stil
- 1995 - Vrouwen Aan De Macht
- 1996 - Schaduw In De Nacht
- 1996 - Two Of A Kind
- 1996 - Onder In My Whiskeyglas
- 1997 - De Tovenaar
- 1999 - Papa (live)
- 1999 - Ik Geloof In Jou
- 1999 - Niets Te Verliezen
- 2000 - Ginette
- 2000 - Kind Van de Vijand
- 2000 - Suikerbossie
- 2003 - Ik Mis Jou
- 2003 - Engjelushe
- 2004 - Zij Weet
- 2005 - Ruimtevaarder
- 2009 - In een ander licht
- 2010 - Kloofstraat